# Liam Payne
Liam James Payne (Wolverhampton, 29 de agosto de 1993 – Buenos Aires, 16 de outubro de 2024) foi um cantor e compositor britânico que ganhou fama internacional como membro da boy band britânica de música pop One Direction. Após realizar a audição no The X Factor e ser aceito, Nicole Scherzinger juntou Payne com outros quatro competidores, para formar o grupo que mais tarde se tornou conhecido como One Direction. A criação do grupo tornou-se uma realidade e os cinco foram patrocinados por Simon Cowell, chegando à final do programa e ficando em terceiro lugar. Embora não tenham ganhado, Cowell pagou um contrato com a gravadora Syco.
No início, Liam não queria ser um cantor, mas sim um corredor olímpico. No entanto, ele decidiu ser cantor depois que seu talento foi descoberto na sua escola e se recusou a fazer parte de uma equipe olímpica. Desde que se juntou a One Direction, Payne, junto com os companheiros de banda Niall Horan, Zayn Malik, Harry Styles e Louis Tomlinson, já lançaram cinco álbuns comercialmente bem sucedidos, realizaram duas turnês mundiais e ganharam vários prêmios, incluindo cinco BRIT Awards e três MTV Video Music Awards. O single de estreia, "What Makes You Beautiful", estreou no número um na UK Singles Chart e desde então vendeu mais 5 milhões de cópias em todo o mundo, tornando-se um entre os singles Best-sellers. Na sua carreira com One Direction, escreveu canções como "Taken", "Everything About You", "Same Mistakes", "Last First Kiss", "Back For You" e "Summer Love", pertencentes aos álbuns Up All Night e Take Me Home.

## Biografia
Liam Payne nasceu em 29 de agosto de 1993 em Wolverhampton, Midlands Ocidentais, sob o nome de Liam James Payne. Ele é filho de Geoff e Karen Payne e irmão mais novo de Ruth e Nicola Payne. Quando Liam nasceu, ele apresentou muitos problemas de saúde que os médicos não conseguiram averiguar até três semanas depois de seu nascimento. Os médicos descobriram que a causa do mau funcionamento de seu corpo era que um de seus rins funcionava inadequadamente e para mantê-lo vivo era necessário injetar trinta e duas injeções no braço durante o dia e a noite. Ele também afirmou que seus primeiros anos foram passados no hospital e que na adolescência nunca teve sorte no amor.
No crescimento, o seu maior sonho era se tornar o corredor olímpico. Para isso, ele se levantava todos os dias às 5 da manhã para correr 8 km antes de ir para a escola. No entanto, ele decidiu ser cantor depois que descobriu seu talento na escola e se recusou a fazer parte de uma equipe olímpica. Aos 12 anos, ele começou a aprimorar suas habilidades de cantar quando se juntou a Pink Productions, um grupo de artes cênicas, com sede em Wolverhampton, que lhe permitiu mostrar seu talento na frente de uma audiência real pela primeira vez. Enquanto estudava no colégio, Liam foi uma vítima de bullying, então decidiu praticar um pouco de boxe, ele comentou: "Eu tinha que aprender a defender-me, e aos doze anos, lutava contra o treinador de 38 anos. Eu quebrei meu nariz, tive meu tímpano perfurado e chegava a casa com o rosto machucado e inchado. Mas isso deu-me confiança. Eu saí-me muito melhor nos anos seguintes". Posteriormente, estudou tecnologia musical na City of Wolverhampton College de Wolverhampton e, além de cantar, toca piano, violão e guitarra.
Liam namorou a modelo britânica Sophia Smith de 2013 a 2015. Os dois haviam se conhecido quando adolescentes, enquanto frequentavam a mesma escola de ensino médio. Foram reapreasentados um para o outro durante uma festa de amigos em comum em 2013. A separação dos dois foi confirmada em outubro de 2015, após dois anos e meio de namoro.
Começou a namorar a cantora e jurada do The X Factor, Cheryl Cole no início de 2016, causando críticas quanto a grande diferença de idade entre os dois. Os dois se conheceram em 2008, durante a primeira audição de Liam para o reality show musical, quando ele tinha 14 anos. Foram re-apresentados depois por amigos em comum, o que levou ao relacionamento amoroso dos dois.
Após rumores de uma suposta gravidez de Cheryl circularem durante o ano de 2016 inteiro, Liam e Cole anunciaram o nascimento de seu primeiro filho, nascido em 22 de março de 2017. Tempos após a declaração, anunciaram que o bebê havia sido nomeado Bear.
Em junho de 2018, Liam e Cheryl anunciaram a separação, que aconteceu de forma amigável para manter um ambiente saudável para Bear.
Em agosto de 2018 Liam começou a namorar a modelo Maya Henry, o site DailyMail publicou uma matéria dizendo que os dois estavam noivos em agosto de 2020, mas nada foi confirmado pelo casal.
Após 10 meses de noivados, Maya e Liam se separam. O termino foi confirmado no podcast The diary of a CEO, onde Liam afirmou que essa teria sido a melhor opção para ambos, pois não se sentia mais confortável no relacionamento. No podcast, também falou um pouco sobre sua carreira e vida pessoal.
Alguns dias depois que o podcast foi ao ar, Liam apareceu em uma de suas redes sociais, postando textos que levaram os fãs a crer que ele teria se arrependido do término e queria se reconciliar com Maya. Meses depois, os dois foram vistos em festas, apenas publicamente, já que não houve pronunciamento de nenhuma das partes. O namoro dos dois terminou de vez na Primavera de 2022.
Liam começou a namorar com a modelo Kate Cassidy em Outubro de 2022, estando com ela até ao momento da sua morte em Outubro de 2024. Kate havia saído do hotel onde Liam se encontrava e regressado aos Estados Unidos, onde os dois moravam juntos, dois dias antes de Liam morrer.

## Carreira

### 2008–2015: One Direction
Liam fez a audição para o The X Factor em 2008, e Simon Cowell o eliminou na rodada final já que ele acreditava que ele era muito jovem. Cowell pediu-lhe para voltar a fazer a audição quando fosse maior. Dois anos mais tarde, ele fez o teste novamente para The X Factor com "Cry Me a River" e recebeu aplausos de pé pelo público e por Cowell. Na fase seguinte, ele interpretou "Stop Crying Your Heart Out", do Oasis, mas não entrou na categoria "Garotos", então integrou na banda One Direction.

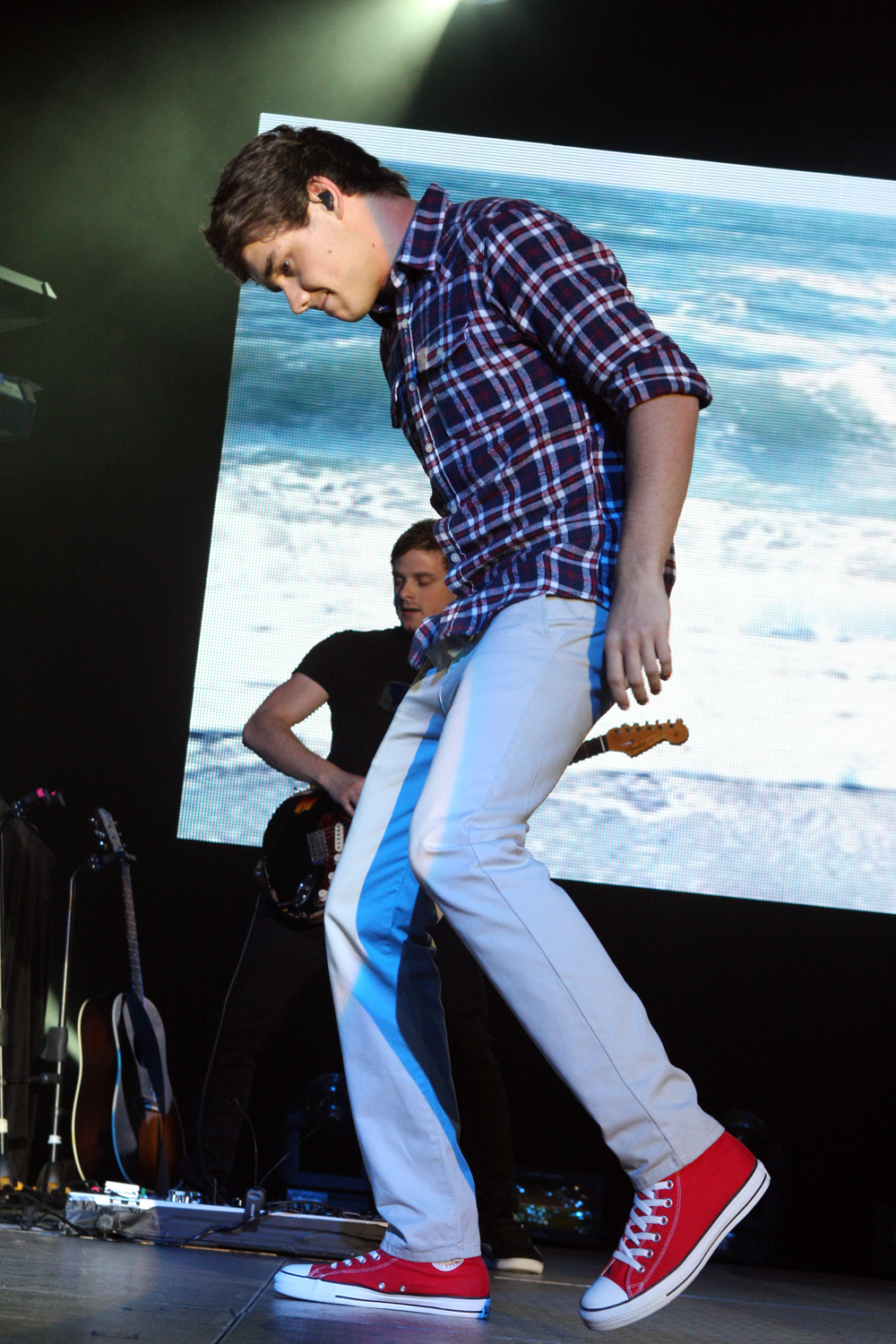
Liam na Up All Night Tour.

Após a audição para o The X Factor, a juíza Nicole Scherzinger sugeriu a Liam para fazer parte de um grupo chamado One Direction juntamente com Harry Styles, Zayn Malik, Niall Horan e Louis Tomlinson. A criação do grupo tornou-se uma realidade e os cinco foram patrocinados por Simon Cowell. Durante a competição, a banda interpretou vários temas como "My Life Would Suck Without You", de Kelly Clarkson e "Total Eclipse of the Heart" de Bonnie Tyler, que os fez um dos favoritos para ganhar a competição. No entanto, eles ficaram em terceiro lugar, atrás de Rebecca Ferguson e do vencedor Matt Cardle. Apesar de não terem vencido, Cowell pagou um contrato de 2 milhões de libras para One Direction assinar um contrato com a gravadora Syco.
Em 2011, eles lançaram seu primeiro álbum de estúdio, Up All Night. Ele estreou no número um na Billboard 200, que se tornou o primeiro grupo britânico que faz estréia de seu primeiro álbum de estúdio como número um. Seu primeiro single, "What Makes You Beautiful", alcançou o número um na Irish Singles Chart, na UK Singles Chart, na Scottish Singles and Albums Chart e na Billboard Mexican Airplay. Os singles posteriores, "Gotta Be You", "One Thing" e "More than This", tiveram um sucesso moderado, sendo bem sucedidos em alguns países, mas fracasso em outros. Para promover o álbum, eles iniciaram a turnê Up All Night Tour e lançaram um DVD da turnê, chamado Up All Night: The Live Tour.
Em novembro de 2012, eles lançaram seu segundo álbum Take Me Home. Este contou com uma recepção melhor do que a de Up All Night, desde que se tornou o número um na UK Albums Chart, sendo o primeiro disco do quinteto que realiza isso. Também alcançou a primeira posição no Canadian Albums Chart, na Billboard 200, na IRMA Albums Chart, na ARIA Charts e na Recorded Music NZ. Os dois primeiros singles deste disco, "Live While We're Young" e "Little Things", tiveram uma boa recepção crítica. O primeiro, alcançou a primeira colocação na Irish Singles Chart e na Recorded Music NZ, enquanto o segundo alcançou o primeiro lugar no UK Singles Chart. O último single, "Kiss You", falhou em vendas na maioria dos países e não conseguiu posições em comparação com os dois lançamentos anteriores da banda. Por outro lado, juntos começaram sua segunda turnê, Take Me Home Tour, que percorreu quatro continentes ao redor do mundo e também parte dela foi gravada para seu primeiro documentário, dirigido por Morgan Spurlock, chamado This Is Us.
Além do canto, Liam dedica-se à discotecagem e produção de remixes sob os pseudônimos "Big Payno" ou "Payno" em parceria com Afterhrs. Os remixes têm recebido elogios por mergulharem no subgênero Future house.
Em 25 maio de 2014, mostrou seu lado produtor com um remix no EP do single You & I. A versão alternativa ganhou o título de You and I (Big Payno Remix), em referência ao piano e ao sobrenome de Liam.
Quando o EP do single Steal My Girl (co-escrito por Liam) foi colocado à venda no Reino Unido em 12 de outubro de 2014, contou com um remix de Liam chamado Steal My Girl (Big Payno & Afterhrs Pool Party Remix).
Liam remixou o single I Don't Care da cantora britânica Cheryl sob o pseudônimo Payno. Cheryl agradeceu publicamente o cantor pela versão remixada, que foi incluída no EP I Don't Care (The Remixes) com o título I Don't Care (Payno Vs. Afterhrs Remix), junto com quatro outros remixes do single da cantora.
Em 10 de setembro de 2015, apareceu na capa da revista Attitude após ter sido premiado por seus leitores como o "Homem Mais Sexy do Ano", marcando a primeira e única capa individual e entrevista sobre carreira solo dada por um membro da One Direction. Já no dia 20 de outubro, seu remix de Drag Me Down foi lançado junto com o EP de Perfect, intitulado Drag Me Down (feat. LunchMoney Lewis) [Big Payno x Afterhrs Remix].

### 2017–2024: Carreira solo
Em maio de 2017, Liam lançou o seu primeiro single a solo, "Strip That Down". O tema conta com a participação do rapper Quavo, do trio americano Migos.
Em julho do mesmo ano, sai "Get Low", single do produtor russo-alemão Zedd em que Liam participa vocalmente.
Em Janeiro de 2018, Payne colaborou com a cantora Rita Ora no single "For You", parte integrante do soundtrack do filme 50 Sombras Livres. A música foi um sucesso, sendo certificada como diamante no Brasil, platina no Reino Unido e ouro em diversos outros países. Em Abril, Payne lançou "Familiar" com J Balvin, alcançando o nº14 no Reino Unido. A 30 de Março, atuou para mais de 100 mil pessoas num concerto grátis na Global Village 2018 no Dubai. Anunciou também que o seu primeiro álbum de estúdio seria lançado a 14 de Setembro de 2018, mas atrasou a data para continuar a trabalhar no mesmo. Em vez disso, lançou o seu EP, First Time, a 24 de Agosto. O único single foi "First Time" com French Montana. Colaborou ainda com Jonas Blue e Lennon Stella no single "Polaroid", lançado a 5 de Outubro de 2018.
A música "Stack it Up" com o rapper Boogie wit da Hoodie foi lançada a 18 de Setembro de 2019. Em Outubro, anunciou que o seu primeiro álbum, LP1, seria lançado a 6 de Dezembro de 2019. Os seus anteriores singles foram incluídos no álbum, juntamente com a música "All I Want (For Christmas)", lançada a 25 de Outubro. LP1 estreou-se no nº 17 do UK Albums Chart e nº111 da Billboard 200. 
Em Abril de 2020, Payne começou a promover o seu canal de Youtube, anunciando também que iria realizar uma serie de livestreams intituladas "The LP Show". A 9 de Outubro, lançou "Midnight" com o produtor Alesso. A 30 de Outubro, lançou "Naughty List", um single natalício com Dixie D'Amelio. Em Agosto de 2021, lançou o single "Sunshine" que foi incluído no soundtrack do filme Ron's Gone Wrong.
Em Maio de 2023, Liam Payne anunciou que estaria a trabalhar no seu segundo álbum. A sua primeira tour solo, com datas na América Latina iria iniciar-se em Setembro de 2023, mas foi adiada pois Payne foi hospitalizado umas semanas antes com uma infeção renal. Retornou à música com o single "Teardrops", lançado a 1 de Março de 2024.

## Morte
Payne morreu em 16 de outubro de 2024, aos 31 anos, em Buenos Aires, Argentina. Payne foi encontrado morto no pátio de um hotel no bairro de Palermo, após uma queda do terceiro andar. As autoridades locais foram chamadas para responder a relatos de um homem em estado agressivo, possivelmente sob o efeito de drogas ou álcool. Payne estava na Argentina para assistir a um show de seu ex-colega de banda, Niall Horan. A causa da morte foi politraumatismo devido à queda do terceiro andar.
De acordo com o TMZ inicialmente divulgado, nos exames toxicológicos encontraram múltiplas drogas em seu sistema, como uma variante argentina da metanfetamina, crack e 2C-B, coloquialmente conhecida como "cocaína rosa". Porém, de acordo com o jornal Clarín, o Ministério Público da Argentina desmentiu esse laudo, dizendo que os resultados ainda não haviam sido concluídos.
Em 30 de dezembro de 2024, um juiz argentino acusou cinco pessoas em conexão com a morte de Payne. Duas pessoas, um garçom que se encontrou com Payne em um restaurante local e um funcionário do hotel onde Payne se hospedou no momento de sua morte, foram acusados de fornecer a Payne as drogas que ele tomou pouco antes de sua morte e foram condenados a permanecer em prisão preventiva. Três outros, um empresário que estava com Payne na Argentina e dois gerentes do hotel, seriam acusados de homicídio culposo.

## Discografia
- First Time (2018)
- LP1 (2019)

## Filmografia
| Ano  | Título                                         | Papel     | Notas                                                                       |
| ---- | ---------------------------------------------- | --------- | --------------------------------------------------------------------------- |
| 2008 | The X Factor (Reino Unido)                     | Ele mesmo | Concorrente; Temporada 5 (Eliminado por Cowell na etapa "Casa dos Jurados") |
| 2010 | The X Factor (Reino Unido)                     | Ele mesmo | Concorrente; Temporada 7 (3º lugar como membro da 1D)                       |
| 2011 | One Direction: A Year In The Making            | Ele mesmo | Documentário                                                                |
| 2012 | iCarly                                         | Ele mesmo | Convidado Especial (Temporada 6, Episódio 2)                                |
| 2012 | Saturday Night Live                            | Ele mesmo | Convidado Especial (Temporada 37, Episódio 18)                              |
| 2012 | Better With U Tour                             | Ele mesmo | Turnê da Big Time Rush (Part. como membro da 1D)                            |
| 2013 | One Direction: This Is Us                      | Ele mesmo | Documentário em 3D                                                          |
| 2013 | Saturday Night Live                            | Ele mesmo | Convidado Especial (Temporada 39, Episódio 8)                               |
| 2013 | Big Ben Bash                                   | Ele mesmo | Show de virada de ano do cantor Gary Barlow                                 |
| 2013 | One Night At The Palladium                     | Ele mesmo | Show do cantor Robbie Williams                                              |
| 2014 | One Direction: Where We Are - The Concert Film | Ele mesmo | Documentário da turnê Where We Are                                          |
| 2014 | Saturday Night Live                            | Ele mesmo | Convidado Especial (Temporada 40, Episódio 10)                              |
| 2014 | One Direction: The TV Special                  | Ele mesmo | Especial de Natal na NBC                                                    |
| 2014 | Dynamo: Magician Impossible                    | Ele mesmo | Convidado Especial (Temporada 4, Episódio 1)                                |
| 2014 | Dancing With The Stars                         | Ele mesmo | Convidado Especial (Temporada 19, Episódio 13)                              |
| 2015 | The Late Late Show with James Corden           | Ele mesmo | Convidado Especial (Temporada 1, Episódio 30)                               |

## Prêmios e indicações
- Ver também: Lista de prêmios e indicações recebidos por One Direction

| Ano  | Prêmio                               | Categoria                | Resultado |
| ---- | ------------------------------------ | ------------------------ | --------- |
| 2012 | Glamour UK                           | Homens Mais Sexy de 2012 | 77º lugar |
| 2013 | Capricho Awards                      | Gato Internacional       | Venceu    |
| 2013 | Wolverhampton Son & Daughter's Award | Prêmio Mais Importante   | Venceu    |
| 2013 | Glamour UK                           | Homens Mais Sexy de 2013 | 48º lugar |
| 2014 | GQ UK                                | Bem-Vestidos 2014        | 9º lugar  |
| 2015 | Attitude Awards                      | Homem Mais Sexy do Ano   | Venceu    |